# Sumangala dux
Sumangala dux är en insektsart som först beskrevs av William Lucas Distant 1911.  Sumangala dux ingår i släktet Sumangala och familjen Derbidae. Inga underarter finns listade i Catalogue of Life.